# 리만 (우크라이나)

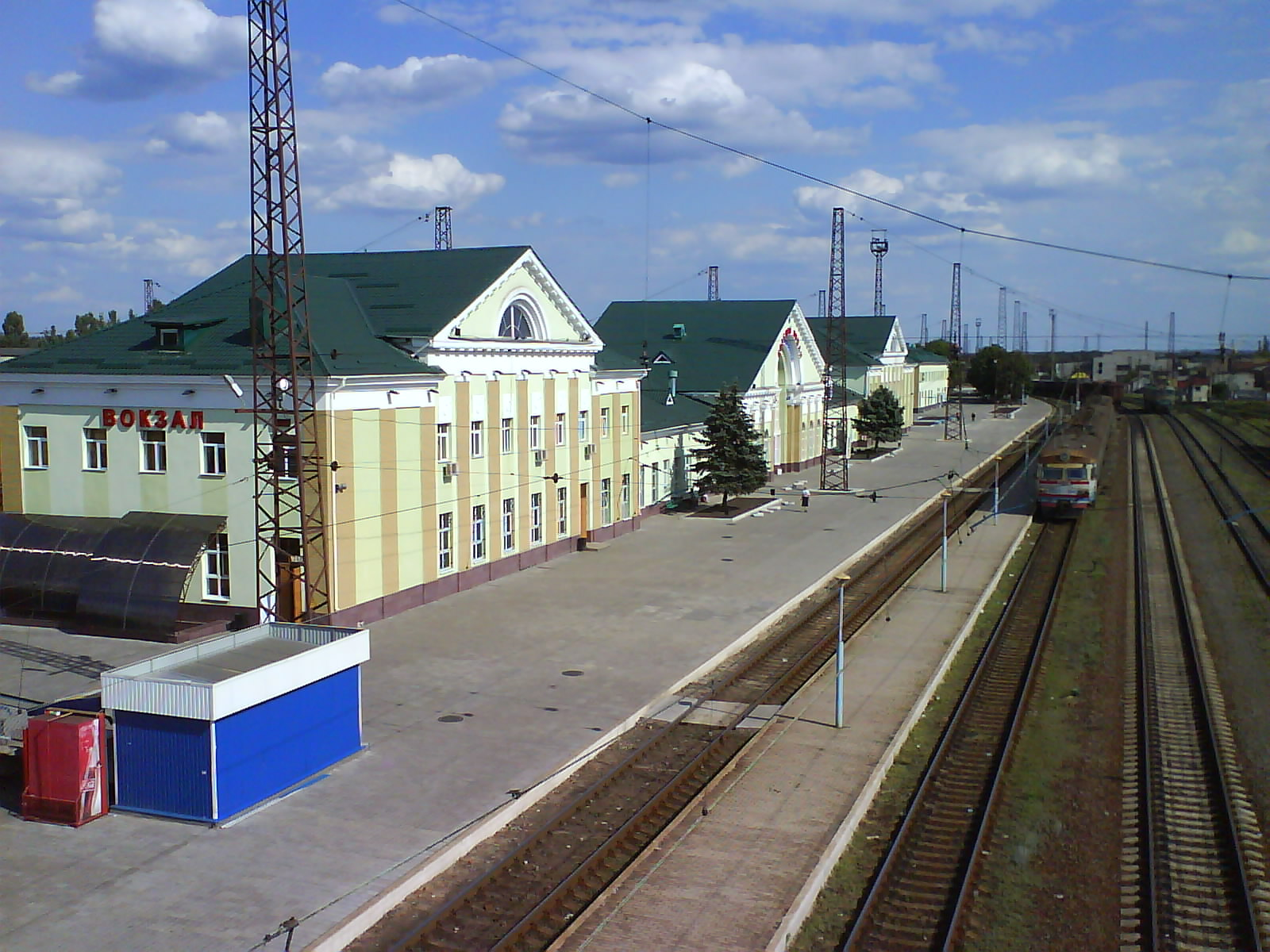
2010년의 크라스니리만 역

리만(우크라이나어: Лиман), 또는 크라스니리만(우크라이나어: Красний Лиман, 러시아어: Красный Лиман, "붉은 리만")은 우크라이나 도네츠크 주의 도시이다. 인구는 2021년에 20,469명이었다.

## 역사
17세기 문헌에 처음 등장하는데, 러시아 혁명까지도 이곳에는 리만이라는 시골마을 하나와 철도노선 하나가 있었다. 도시는 1920-30년대에 생겨났는데, 이 시기에 리만과 크라스니리만이라는 기차역(더 이전에는 리만-1이라고 불렀었음)을 합쳐서 새로 생겨난 이 도시를 1925년에 '크라스니리만'이라고 부르기로 결정했다. 리만은 지금도 중요한 철도 교차점이다.
2014년 6월, 크라스니리만은 돈바스 전쟁의 무대가 되었다. 6월 5일 크라스니리만에 우크라이나군이 입성했다. 2015년 우크라이나의 탈공산화 법령에 따라 2016년 2월 4일부터 크라스니를 떼고 단순히 리만으로 부르게 되었다.
2022년 5월 23일 러시아-우크라이나 전쟁으로 러시아 연방군이 진격, 전투가 개시되었으며, 5월 26일 러시아군이 입성했다. 그러다가 2022년 9월 10일에 우크라이나군이 우크라이나 동부 역공세를 통해 리만으로 진격했고, 10월 1일에는 우크라이나군이 리만을 탈환했다.

## 주민
2001년 우크라이나의 인구센서스에 따르면 민족별 구성은 우크라이나인이 54.4%, 러시아인이 43.8%, 벨라루스인이 0.6%를 차지한다.
| 연도 | 인구   | ±% p.a. |
| ---- | ------ | ------- |
| 1926 | 4,800  | —       |
| 1939 | 25,600 | +13.74% |
| 1959 | 28,900 | +0.61%  |
| 1979 | 31,800 | +0.48%  |

| 연도 | 인구   | ±% p.a. |
| ---- | ------ | ------- |
| 1998 | 29,300 | −0.43%  |
| 2001 | 28,172 | −1.30%  |
| 2022 | 20,066 | −1.60%  |
| 2023 | 6,000  | −70.10% |